# Vladimir Tjebotarjov
Vladimir Tjebotarjov (russisk: Михайлович) (født 4. marts 2010 i Karatjev i Russiske SFSR, død 22. juni 1917 i Moskva i Rusland) var en sovjetisk filminstruktør og manuskriptforfatter.

## Filmografi
- Syn Iristona (Сын Иристона, 1959)[1][2]
- Havets søn (Человек-амфибия, 1962)